# Pont Rosario-Victoria
Le pont Rosario-Victoria en Argentine est une partie de la connexion routière de 59 kilomètres qui fait communiquer les villes de Rosario, en province de Santa Fe, et de Victoria, en province d'Entre Ríos, en franchissant le Rio Paraná.

## Histoire
L'idée de construire ce pont remonte au début du XXe siècle. Mais ce n'est qu'en 1997 que la décision fut prise d'engager les travaux. Il y eut pas mal de problèmes de financement, aggravés par la crise de 1998-2003. L'inauguration se produisit finalement le 20 mai 2003.
La longueur du pont principal est de 610 m. Son nom officiel est Puente Nuestra Señora del Rosario. Ce pont est suivi de douze autres ponts secondaires alignés en direction sud-ouest vers le nord-est, et franchissant le Rio Paraná. L'ensemble porte le nom de « Conexión Vial Rosario-Victoria ».
La Conexión Vial Rosario-Victoria relie les villes homonymes, franchissant toute la vallée inondable du Rio Paraná.

## Caractéristiques
Longueur totale
59,4 km
Ponts
12,282 km
Terre-pleins
47,149 km
Le pont principal a deux piliers principaux et deux piliers d'ancrage. Sur les deux piliers principaux se trouvent les antennes du pont, de 130 mètres de hauteur. Tant les piliers principaux que ceux d'ancrage situés du côté de Victoria ont un système de protection contre les collisions de navires.
Le tablier principal est à une hauteur de 50 mètres au-dessus de l'eau et a 330 mètres de long. Les trames latérales ont 130 mètres, et ce sur les deux côtés.

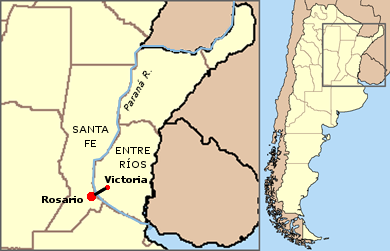
Situation du pont en Argentine.
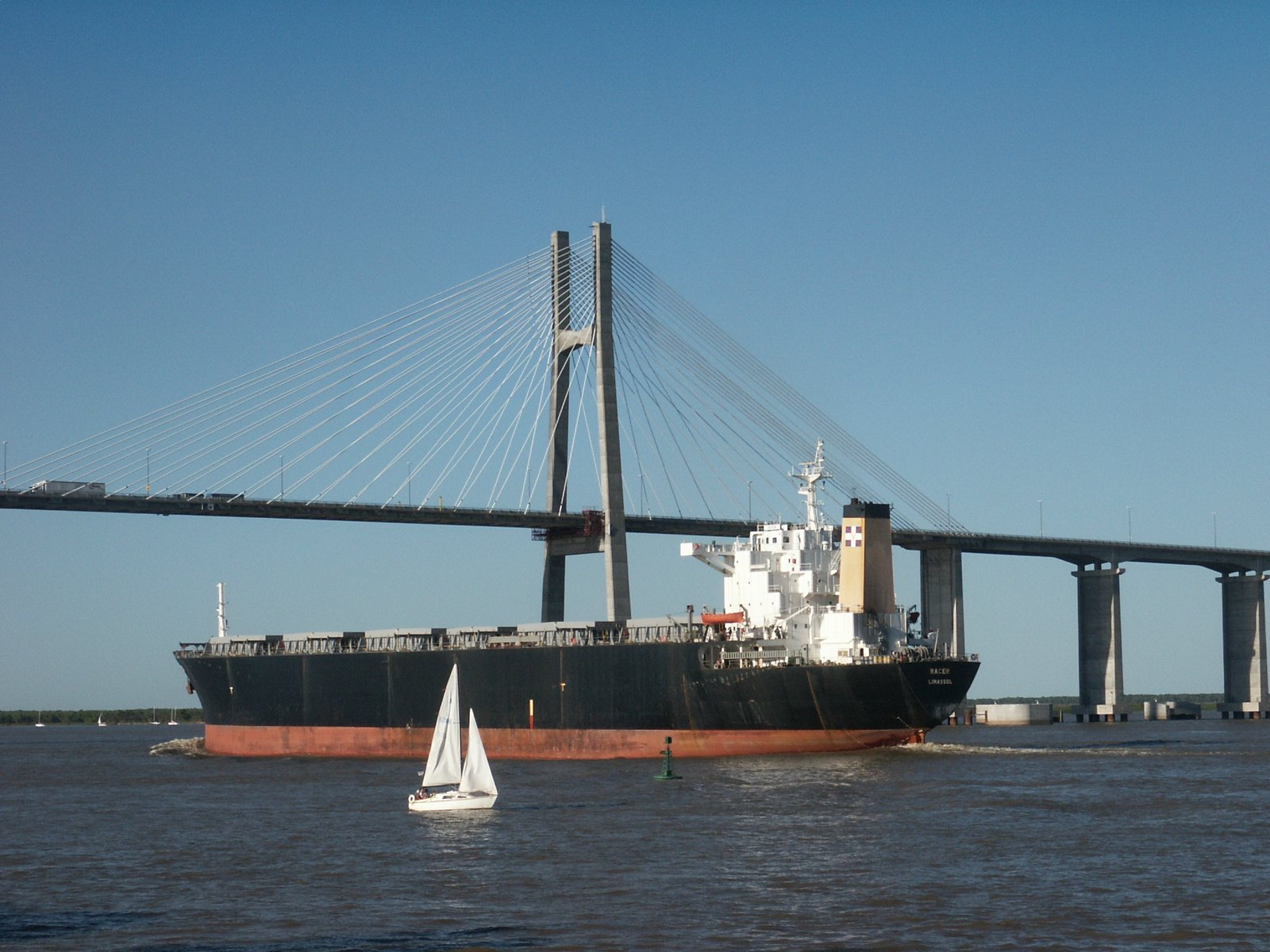
Navigation sous le pont principal.
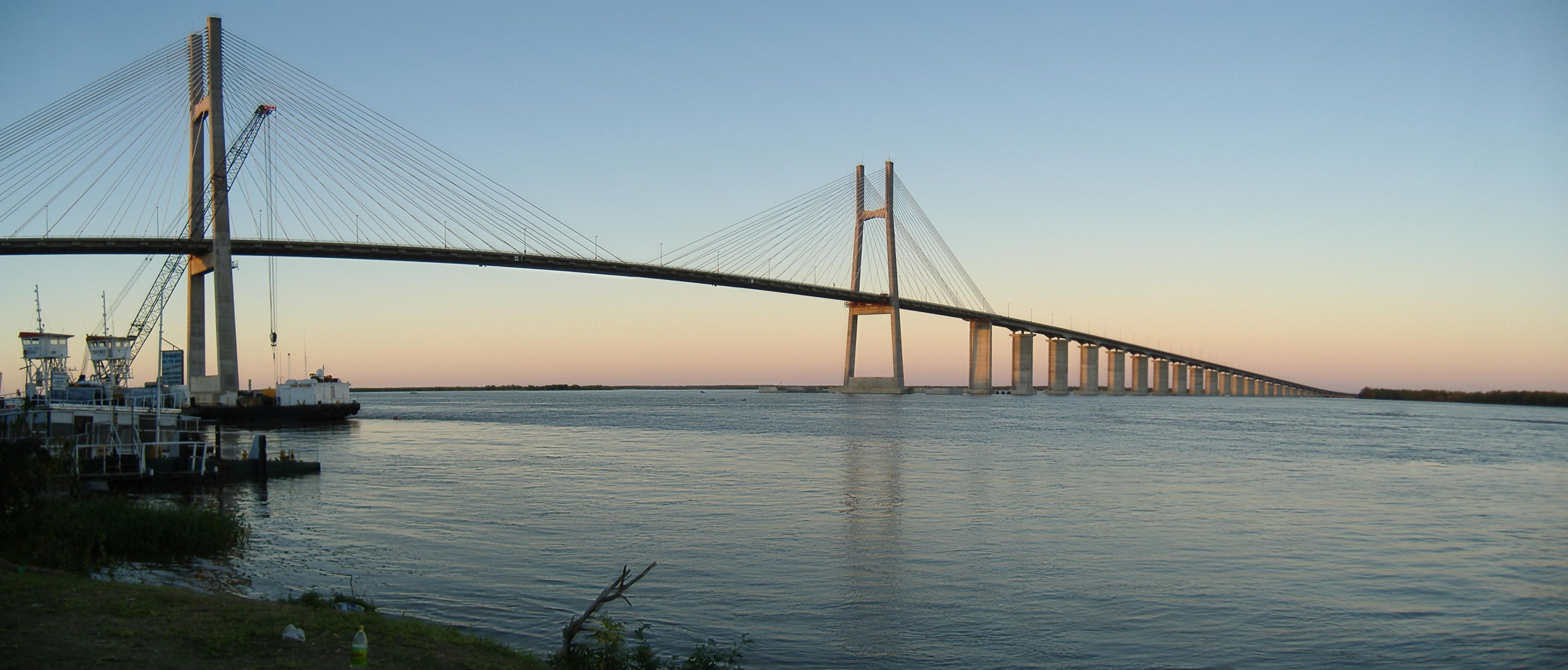
Vue du pont à partir de Rosario.